# 1924년 동계 올림픽 체코슬로바키아 선수단
1924년 동계 올림픽 체코슬로바키아 선수단은 프랑스 샤모니에서 개최된 1924년 동계 올림픽에 참가한 올림픽 체코슬로바키아 선수단이다.

## 크로스컨트리

### 남자 18km (클래식)
- 슈테판 헤바크 – 1:34:43.4 (17위)
- 안토닌 고트스타인 – 1:34:54.0 (18위)
- 바츨라프 욘 – 1:37:20.8 (23위)
- 프란티셰크 하크 – 1:39:41.6 (24위)

### 남자 50km 프리 (클래식)
- 슈테판 헤바크 – 4:44:58 (12위)
- 안토닌 고트스타인 – 4:45:48 (14위)
- 요세프 네메키 – 5:05:06 (17위)
- 올드르지흐 콜라르시 - 5'18:14 (19위)

## 피겨 스케이팅

### 남자
- 요세프 실바 – 4위

## 아이스하키

### A조
상위 두개의 팀이 메달라운드에 진출할 수 있다.
| 팀             | GP | W | L | GF | GA |
| -------------- | -- | - | - | -- | -- |
| 캐나다         | 3  | 3 | 0 | 85 | 0  |
| 스웨덴         | 3  | 2 | 1 | 18 | 25 |
| 체코슬로바키아 | 3  | 1 | 2 | 14 | 41 |
| 스위스         | 3  | 0 | 3 | 2  | 53 |

| 1월 28일 | 체코슬로바키아 | 0:30 (0:8,0:14,0:8) | 캐나다 |
| 1월 29일 | 체코슬로바키아 | 2:11 (0:4,2:3,0:4)  | 스위스 |
| 1월 31일 | 체코슬로바키아 | 3:9 (1:5,1:1,1:3)   | 스웨덴 |

| 5위 |
| 체코슬로바키아 (TCH)야로슬라프 스트란스키 · 야로슬라프 르제자치 · 오타카르 빈디시 · 빌렘 루스 · 야로슬라프 이르코브스키 · 요세프 시루베크 · 요세프 말레체크 · 밀로슬라프 플라이슈만 · 얀 팔루시 · 얀 플라이슈만 · 얀 크라슬 · 야로슬라브 푸슈바우어 · 호프타 |

## 밀리터리 패트롤
| 선수                                                  | 기록    | 타격 | 최종 기록 (-30초/타격) | 순위 |
| ----------------------------------------------------- | ------- | ---- | ---------------------- | ---- |
| 보후슬라프 요시페크 얀 미틀뢰너 요세프 빔 카렐 부흐타 | 4'22:24 | 5    | 4'19:54                | 4    |

## 노르딕 복합

### 개인전
- 요세프 아돌프 – 13.729점 (6위)
- 발테르 부흐베르게르 – 13.625 (7위)
- 요세프 빔 – 12.083 (13위)
- 오타카르 네메키 – DNF

## 스키 점프

### 노멀힐 개인전
- 프란츠 벤데 – 16.48점 – 40.5, 44.0m (10위)
- 카렐 콜도브스키 – 12.50 – 33.5, 39.0m (20위)
- 요세프 빔 – 2.33 – 2번 추락 (26위)
- M. 프로코페크 – DNS

## 참조
- (ed.) M. Avé, Comité Olympique Français. 《Les Jeux de la VIIIe Olympiade Paris 1924 - Rapport Officiel》 (PDF) (프랑스어). Paris: Librairie de France. 2008년 4월 10일에 원본 문서 (PDF)에서 보존된 문서. 2008년 1월 31일에 확인함.
- “Olympic Medal Winners”. International Olympic Committee. 2008년 6월 10일에 확인함.
- 1924년 동계 올림픽 관련